# Manuel da Silva Martins
Manuel da Silva Martins GCC • GCL (Matosinhos, Leça do Balio, 20 de janeiro de 1927 – Maia, 24 de setembro de 2017) foi um bispo católico português, 1.º bispo da Diocese de Setúbal, que governou de 1975 a 1998 e de que foi bispo-emérito.

## Biografia
Depois de ter frequentado a escola primária da sua terra natal, formou-se nos seminários diocesanos da cidade do Porto (Seminário Diocesano do Porto e Seminário Maior do Porto). Foi  ordenado sacerdote em 1951. Depois de concluído o curso de Teologia, licenciou-se em Direito canónico pela Pontifícia Universidade Gregoriana de Roma, em 1954.
Foi professor e vice-reitor do Seminário Maior do Porto e professor no Instituto de São Manuel. De 1960 a 1969, durante o exílio por razões políticas de D. António Ferreira Gomes, bispo do Porto, foi pároco de Cedofeita. Como pároco de Cedofeita, deu início à construção da nova igreja, construiu uma colónia balnear (denominada Arca de Noé) e adquiriu o imponente edifício da Creche de Cedofeita, onde ficou instalado parte do serviço social da paróquia. Fundou também o jornal paroquial Alleluia e manteve por largo tempo um programa radiofónico semanal nos prestigiados Emissores do Norte Reunidos.
Com o regresso de D. António Ferreira Gomes do exílio, foi reconduzido no cargo de professor do Seminário e nomeado vigário-geral da Diocese do Porto, tendo dirigido também a revista diocesana Igreja Portucalense.
Em 16 de julho de 1975, em pleno Verão Quente do PREC, foi nomeado 1.º Bispo de Setúbal, tendo sido ordenado em 26 de outubro. Em Setúbal, encontrou um clima social marcado pela instabilidade e por todo o tipo de carências, tendo procurado comungar vivamente a vida daquele povo em cumprimento, aliás, do lema escolhido na ordenação episcopal: nasci Bispo em Setúbal, agora sou de Setúbal. Aqui anunciarei o Evangelho da justiça e da paz. Com uma presença muito ativa, exerceu a sua ação pastoral até 24 de abril de 1998, numa vertente de serviço sobretudo dos mais carentes e marginalizados, de tal maneira que algumas autarquias o designaram cidadão honorário, condecorando-o com várias medalhas de mérito, dando o seu nome ao polo de Setúbal da Universidade Moderna e à antiga Escola Secundária n.º 1, localizada na Estrada do Alentejo.
Era conhecido por não ter papas na língua. Divertido, aberto, frontal, não tinha o menor pejo em dizer o que pensava; por exemplo, que dividia os padres em duas classes: Os que acreditam no que dizem e fazem e os que são meros funcionários. Passou a sua vida no meio do povo, sentindo o povo, auscultando-o, sendo povo, sabendo o que ele vive e as situações de desespero em que se encontra.
A sua passagem por Setúbal durou 23 anos, tempo em que a sua figura se impôs como personagem necessária à história contemporânea de uma região que atravessou fases, no mínimo, problemáticas. A sua intervenção nem sempre foi pacífica e foi apelidado de Bispo Vermelho, com toda a carga política que esse epíteto acarreta, numa tentativa de instrumentalização para combater o mediatismo de que usufruiu.
Quando chega a Setúbal, encontra uma cidade de proletários, homens e mulheres que muito se identificavam com o Partido Comunista. Estas pessoas tinham uma aversão tamanha àquilo que chamavam de ostentação da Igreja. No momento em que o novo Bispo era Ordenado, as portas da Igreja eram apedrejadas como forma de revolta e recusa para com tão alto representante da Igreja. Porém, a mestria é capacidade que não lhe faltava e então, por forma a conquistar o povo, abdicou de usar as vestes clericais fora da igreja, e aproximou-se da população mostrando-se solidário com as suas preocupações. Daí se lhe atribui o título de Bispo Vermelho.
Como membro da Conferência Episcopal Portuguesa, presidiu à Comissão da Ação Social e das Migrações e Turismo. Como presidente da Secção Portuguesa da Pax Christi International, bateu-se pela questão de Timor-Leste, com iniciativas de vária ordem que culminariam com uma intervenção na sede da Organização das Nações Unidas, em Nova Iorque, e, posteriormente, com uma visita a Timor. Foi membro fundador das organizações não governamentais Oikos e Pro Dignitate.
Em 1998, fixou-se na sua terra natal, Leça do Balio, que até hoje deu o seu nome a uma rua e a uma alameda. Era visto diariamente nas ruas da freguesia, onde conversava com quem se cruzava. Apesar da sua situação de bispo resignatário, realizava conferências e ações de orientação para o clero.
Foi feito cidadão honorário de vários concelhos, de Setúbal, de Matosinhos e da Maia, bem como de Winnipeg, no Canadá. O seu nome consta do Dicionário de Personalidades Portuguesas do século XX. Era doutor honoris causa pela Universidade Lusíada do Porto e o seu nome foi dado a uma escola secundária de Setúbal, a Escola Secundária D. Manuel da Silva Martins. O seu nome foi dado ainda a quatro ruas, duas em Leça do Balio, uma na Maia e outra em Sesimbra. Foi-lhe ainda levantado um seu busto em Leça do Balio e uma estátua em Almada. Foi dado em Gaia o seu nome a um bairro recuperado pela autarquia local. Foi agraciado com o Galardão dos Direitos Humanos da Assembleia da República.
Sobre a sua pessoa e ação, foram publicados cinco livros: História de Uma Crise. O Grito do Bispo de Setúbal; Bispo de Setúbal, Um Homem Plural; D. Manuel Martins, o Bispo de Todos; D. Manuel Martins, A Esperança de Um Povo; e D. Manuel Martins, Um Bispo Resignatário, Mas Não Resignado. Escreveu dois livros: Um Modo de Estar e Pregões de Esperança.
Por disposição testamentária de D. António Ferreira Gomes, era membro da Fundação Spes, da qual foi presidente até 2006. Aquela fundação, cujo nome é a palavra latina para "esperança", resulta de um legado de D. António Ferreira Gomes e dedica-se a contribuir para a Civilização do Amor.
A 8 de junho de 2007, foi agraciado com a Grã-Cruz da Ordem Militar de Cristo.
Morreu em 24 de setembro de 2017, às 14:05 (hora local), em casa de familiares, na Maia.
A 5 de outubro de 2017, foi agraciado, a título póstumo, com a Grã-Cruz da Ordem da Liberdade.